# Lasius americanus
Lasius americanus (лат.) — вид муравьёв рода Lasius из подсемейства Formicinae (Formicidae), включающий мелких по размеру и как правило земляных муравьёв. До 2018 года рассматривался в качестве синонима европейского вида Lasius alienus.

## Распространение
Северная Америка: Канада, Мексика, США.

## Описание
Рабочие имеют длину около 4 мм, самки крупнее, основная окраска тёмно-коричневая до чёрного у самцов. Глаза крупные (до 14 фасеток по максимальному диаметру). От близких видов (Lasius pallitarsis, Lasius neoniger, Lasius niger) отличается отсутствием отстоящих волосков на скапусе усика и задних голенях, и в отличие от других более характерен для лесных, чем открытых биотопов. Гнездятся в земле, под камнями, в подстилочном слое. Этот всеядный вид собирает элайосомы из семян, живых и мёртвых насекомых, а также собирают падь тлей и других сосущих растительные соки насекомых (червецов, щитовок), в том числе, питающихся на корнях растений. Колонии могут быть очень большими и иметь много маток, но отдельные королевы могут самостоятельно и независимо основывать новые муравейники. Брачный лёт крылатых половых особей отмечается с мая по декабрь в разных регионах, но максимум приходится на август.

## Классификация
Таксон был впервые описан в 1893 году итальянским мирмекологом Карло Эмери (Carlo Emery; 1848—1925) в субвидовом ранге вариетета под первоначальным названием Lasius niger var. americanus Emery, 1893 по материалам из США. Затем в 1900—1945 годах рассматривался в качестве подвида Lasius niger, потом (Gregg E.V., 1945) пять лет имел статус отдельного вида. В 1950—1955 годах рассматривался как подвид Lasius alienus, после чего Эдвард Уилсон в своей родовой ревизии свёл его в синонимы.
До 2018 года рассматривался в качестве синонима европейского вида Lasius alienus.